# Clay Cross
Clay Cross est une paroisse civile britannique, ancienne ville industrielle et minière d'importance. Elle est située dans le North East Derbyshire, district de Derbyshire, en Angleterre, à environ six miles au sud de la ville de Chesterfield. En 2011, sa population est estimée à 9 222 habitants.

## Personnalités liées à la ville
- Dennis Skinner (1932-), homme politique et syndicaliste, y est né.